# 推奨ブラウザ
推奨ブラウザ（すいしょうブラウザ）とは、ウェブサイト運営者がそのウェブサイトに適した利用環境として推奨するウェブブラウザのことである。

## 概要
ウェブサイト運営者は、自らが意図するユーザー体験を利用者に与えたい場合などに、自らのウェブサイトを利用するためのウェブブラウザとして特定のウェブブラウザを利用者に対して推奨することがある。推奨ブラウザとはこの時に推奨されたウェブブラウザ全般を指す用語である。
上記のように推奨ブラウザとは概念的用語であり、「推奨ブラウザ」という名前のウェブブラウザが存在するわけではない。

## 推奨ブラウザを指定する背景
本来、ウェブブラウザはウェブ標準の技術仕様を正しく解釈してサポートすることが期待できるため、サイト作成者がウェブ標準に従ってウェブサイトを作成すれば、意図するユーザー体験を利用者に与えることができ、推奨ブラウザの指定は不要なはずである。
しかし実際には、ウェブブラウザに組み込まれているHTMLレンダリングエンジンのバグや独自仕様などにより、作成者の期待する表示結果や挙動にならない場合がある。例えば、World Wide Web Consortium（W3C）の勧告に基づいて作成されたAcid2に合格しないウェブブラウザが数多く存在するが、このようなウェブブラウザを利用した場合、HyperText Markup Language（HTML）やCascading Style Sheets（CSS）の解釈が不適当なことで、ウェブサイトが作成者の意図したレイアウトで表示されないことがある。他に、JavaScriptなどを用いたダイナミックHTML（DHTML）はウェブブラウザの種類やバージョンの差異によって挙動が異なることもある。
また、公開されているウェブブラウザの種類とバージョンが多いため、現存する全てのウェブブラウザで検証し、どのウェブブラウザを使用しても意図したユーザー体験が得られるようにウェブサイトを作成することは困難であり、現実的ではない。
このような理由から、ウェブサイト作成者が表示・動作確認したウェブブラウザを利用環境として推奨することが多い。
なお、ウェブ標準に従ってウェブサイトを作成することで、推奨ブラウザとして挙げられているウェブブラウザ以外でも作成者の意図するユーザー体験が得られる場合もあるため、推奨ブラウザを指定する場合であっても、ウェブ標準に従って作成することが増えている。

## ウェブサイトにおける推奨ブラウザの指定方法
推奨ブラウザの指定は、ウェブサイトのトップページや各ページのフッターもしくは専用のページに記述されることが多く、その内容は、推奨するブラウザでのレイアウトや挙動について検証済みであることや、それ以外のブラウザで正しく表示されない可能性があることを記載するのが一般的である。
また、推奨するブラウザのロゴをバナーとして掲載するウェブサイトもある。この場合、バナーには該当のウェブブラウザを入手できるウェブサイトへのリンクを設定することが多い。さらに、ウェブ標準などアクセシビリティを重視するサイトではアクセシビリティポリシー等と併記・リンクする形で推奨ブラウザの指定を行っていることがある。
推奨ブラウザ以外のウェブブラウザでアクセスされた場合、JavaScriptやサーバー側プログラムなどを利用してブラウザのユーザーエージェントの情報が記された文字列を参照してブラウザ判定を行い、推奨ブラウザの使用を促す専用ページへの自動転送を行う方法や、メッセージを自動表示するといった方法も存在するが、ユーザーエージェント文字列を偽装することで簡単に回避できるなどの問題がある。また、振り分けによりウェブブラウザの開発版（β版など）を排除すると、正式版がリリースされるまでウェブサイトの動作テストができなくなり、ブラウザの開発作業を阻害する恐れがある。

## 推奨ブラウザの歴史
推奨ブラウザはオペレーティングシステムに標準で付属するウェブブラウザか、市場において高シェアを占めるウェブブラウザの中から選ばれることが多い。

### 第一次ブラウザ戦争前
第一次ブラウザ戦争前は、市場シェアを占めていたMosaicまたはNetscapeブラウザが選ばれることが多かった。

### 第一次ブラウザ戦争以降
2000年から2006年にかけては、第一次ブラウザ戦争の勝者であるInternet Explorer（IE）を推奨ブラウザとするウェブサイトが最も多く、Netscapeも推奨ブラウザのひとつとして併記されることも多かったが、シェア低下により完全にIE限定にしたサイトもまた多かった。この時代にはIE、Netscapeともに独自の拡張が多く標準化とかけ離れていった。

### 第二次ブラウザ戦争以降
2005年頃から続く第二次ブラウザ戦争以降にMozilla Firefox、Opera、Safariや、2008年に登場したGoogle Chromeなどのウェブ標準へのより高い準拠を謳うウェブブラウザが市場シェアを伸ばし群雄割拠となったことで、標準化について強く意識されるようになった。このように複数のブラウザが乱立したため、ウェブ標準への準拠のみを謳い、推奨ブラウザを特に明記しないページも増えた。この時代には各ブラウザメーカーがウェブ標準に準拠する方向性で開発するという声明を出している。

#### NetscapeからFirefoxへ
Netscapeは2008年2月にAOLによる開発サポートが完全停止（実際にはその後3月まで延長された）され、日本語公式ページでもサポート終了となった。サポート終了に伴い、それまでNetscapeも推奨ブラウザとしていたウェブサイトを中心に、HTMLレンダリングエンジンにNetscapeと同様のGeckoを使用するFirefoxを推奨ブラウザとする動きが加速した。

### IE6・IE7 のサポート終了
IE6とIE7についてはマイクロソフトのサポート自体は2014年まで継続されるが、Web標準やHTML5などの普及に伴いIE6をサポート対象から外すサイトがGoogleやYahoo!など大手サイトを中心に増えている。
また、マイクロソフトがIEの自動アップグレードを2012年に開始したことに伴い、ウェブサイト制作会社においても、IE6・IE7への対応を取りやめたり対応をオプション扱いとする企業が出てきている。

### IE8、IE9、IE10のサポート終了
最新のIEが、IE8であったWindows XPは2014年4月8日にマイクロソフトのサポートが終了し、IE9であったWindows Vistaは2017年4月11日にサポートを終了した。2017年現在、Windows 7以降のWindows 7、8.1、10では、IE11が使われている。
マイクロソフトは2016年1月にIE8、IE9、IE10のサポートを終了し、最新バージョンへのアップデートを促している。

### IEのサポート完全終了とMicrosoft Edgeへの移行
2022年6月16日（JST　米東部時間6月15日）をもって、IEのサポートが完全終了し、今後はIEでの閲覧ができなくなるとともに、新たなマイクロソフト社の推奨ブラウザ―であるMicrosoft Edgeへの移行を促す画面に変更されることになる。またIEユーザーに対しては、今後セキュリティー更新プログラムが提供されないため、セキュリティー面でのリスクが高くなることから、Edgeを含むサポートが継続されている他のウェブブラウザへの移行や、コンテンツの改修などの対応を求めている

## バージョンの指定
推奨ブラウザでは、製品だけでなく、製品のバージョンやパッチ適用の有無も指定することが多い。IE4とIE5のように、同一製品であってもバージョンによって挙動が大きく異なることがあるためである。また、ブラウザによってはFirefox、Opera、Netscape等のようにWindows、Mac (macOS)、Linuxなど複数のOSで動作するクロスプラットフォームのものもあるが、別のOSで動作している同一製品が異なる挙動や状態になる場合があるため、動作対象となるオペレーティングシステム (OS) を併せて指定することもある。
OSやブラウザのバージョンについては、基本的にはメーカーのセキュリティ修正などのサポートが行われているものが指定されている。2012年8月時点でOSについては、一般市場に広く出回っているWindows XP・Windows Vista・Windows 7、Mac OS X v10.6以降の環境が指定されている場合が多い。ブラウザについてはOSに標準的に付属するIE6以降 (Windows) やSafari3.0以降 (Mac)、クロスプラットフォームのブラウザとしてFirefox4.0以降が指定される場合が多い。
なお、確実に動く環境を一般向けに推奨するという推奨ブラウザの性質上、動作の安定していないベータ版（開発版）は動作保証外とされることが一般的である。また、パーソナルコンピュータ向けサイトでは、携帯情報端末 (PDA) 用ブラウザや携帯電話用フルブラウザ、ゲーム機用ブラウザ、パーソナルコンピュータ以外の端末やそこで起動しているブラウザ、LinuxやUNIXといった一般には利用の少ないOS、メーカによるサポート体制が切れたバージョンの古いOSやブラウザも動作保証外とされる傾向にある。ただしAndroidやiOSを搭載するスマートフォン・タブレットの普及に伴い、1つの HTMLソースでデバイス毎に適応化したデザインを表示するレスポンシブ・ウェブデザインを使ったウェブサイトが増加するなど、その傾向も変わりつつある。

## 現状における問題点と解決方法

### セキュリティ上の問題
記載については2010年1月時点の内容に基づく。
開発元がセキュリティに関するサポートを終了しているウェブブラウザやバージョンを、ウェブサイトの運営者が推奨ブラウザとしてしまっていることがある。このような状況は、閲覧者がセキュリティ上の観点から見て使用すべきではないウェブブラウザをそのまま使ってしまうことに繋がりかねない。

#### 問題を抱えたバージョンのブラウザの例
- Windows版のInternet Explorer 5.x以前（サポート終了[13]。Internet Explorer 5.01 for Windows 2000を除く。ただし2010年7月13日でWindows 2000自体のサポートが終了）
- Netscape日本語版を含む全般（日本法人の撤退後、数年間更新されず最新の7.1で脆弱性が100個以上放置されているとの指摘あり[14]2008年2月1日をもって開発サポート停止となることが発表された[1]。日本語公式ページでもサポート終了がアナウンスされた）
- Android標準ブラウザ　Android 4.3以前　（サポート終了）[15]
- Mac版のInternet Explorer全般（サポート終了[16][17]）
- Mozilla Firefox 3.6.x 以前（1.0.x[18]、1.5.x[19]、2.x[20]、3.0.x[21]、3.5.x[22]、3.6.x[23]とそれぞれセキュリティフィックスの提供が終了している。なお、4.0以降では高速リリースサイクル[24]に移行している。[25]）
- Mozilla Suite全般（セキュリティフィックスが終了[26]）

バージョンの古いウェブブラウザではSecure Sockets Layer（SSL）による暗号化通信時に必要となるルート証明書の期限が切れている場合もあるので、電子商取引やインターネットバンキングなどのように通信の暗号化を必要とするようなウェブサイトでは特に注意が必要となる。
問題を解決するためにはウェブサイトの運営者が問題のあるウェブブラウザ（あるいは問題のあるバージョン）を推奨ブラウザから外して、他のウェブブラウザへの乗換を推奨することが必要となる。ただしセキュリティホールはどのブラウザも抱えている問題であり、セキュリティホールの有無だけを推奨ブラウザ決定の判断材料とすることは無意味である。
推奨ブラウザ決定には既知のセキュリティホール数や影響度の大小、対応手段としての修正プログラム提供が継続しているか（=メーカーによるサポートが継続しているか）脆弱性数と修正対応済み数の比率、脆弱性発見から修正プログラム提供までの平均時間の長短などが判断材料として必要になる。
このような観点から考えると、特定バージョンに対するメーカーのサポートが終了した場合には推奨バージョンをサポートのある上位バージョンに変更するのが望ましいということになる。なおブラウザのバージョンアップは仕様変更の理由などから完全な上位互換となっていないことがあるため、実際の推奨ブラウザ更新には上記のような判断材料による検証以外にもブラウザでの動作検証が必要となる。
同様に、他のブラウザを推奨ブラウザに追加する場合にもそれらの検証が必要となる。このように推奨ブラウザの更新には、運営者・閲覧者双方とも手間がかかることについて留意する必要がある。
ウェブサイト運営者ができる工夫としてはバナー画像によるリンクを入れ替える、最新版へのバージョンアップを促す、別のウェブブラウザへの乗換を促す、などがある。またウェブブラウザの開発元が自動アップデート機能（や自動バージョンチェック機能）をウェブブラウザやOSに持たせることも増えているため、自動アップデート機能の存在を推奨ブラウザと共に告知することなども有効である。

#### 自動アップデート機能等を持つウェブブラウザの例
- Windows版のInternet Explorer 6以降（Windows UpdateあるいはMicrosoft Updateによる自動更新）
- Mozilla Firefox 1.5.x以降（1.5から自動更新機能を採用[27]）
- Safari（ソフトウェアアップデート機能による自動更新）
- Opera 10以降（Ver.8から9.xまでは新バージョン通知機能[28]による起動時バージョンチェックのみだったが、10以降は自動アップデート機能・サイレントアップデート機能が追加された[29]）
- Google Chrome（ソフトウェアアップデート機能による自動更新[30]）

ただしサポートの切れているバージョンではアップデートが機能しないといった問題も残るため、あまりに古いバージョンは推奨から外す、特に問題のあるバージョンにはウェブサイト側が重要な機能を利用させないようにする、問題のある設定を推奨しない（良い例：SSL 2.0を使わせない）などといった工夫も同時に求められる。
技術的な制限が行えない、あるいは歴史的経緯などが理由で動作対象から外すことが難しいような場合、問題を抱えたバージョンのブラウザについては「動作確認済みブラウザ」として推奨ブラウザとは分けて明記する方法もある。動作確認済みでも推奨ではないことを明記することで、推奨ブラウザへの乗り換えを間接的にではあるが促すことにも繋がる。
なお、ブラウザのバージョン表記については対応バージョンが確実に分かるように書く必要がある。これは後述の悪い例のように表記の仕方によっては対応するバージョンが特定のバージョンのみなのか、そのバージョン以降も含むのか、どちらとも取れる場合があるためである。

#### バージョン指定表記の悪い例

##### 表記があいまいな例
製品指定のみ
Safari（対応バージョンが不明）
特定バージョンのみ?
Netscape 6（6以降のバージョンが存在するため、6のみへの対応なのか6以降全てのバージョンへの対応なのかが不明）

##### 脆弱性が修正された新バージョンへの更新を阻害する可能性がある例
バージョンの範囲指定
Netscape 4.7～7.1
特定バージョンのみに限定
Mozilla 1.7.3のみ（バージョン数だけでなく「のみ」と明示）
特定バージョンの系統のみに限定
Mozilla Firefox 2.x（xは任意のバージョン数）
バージョン、パッチ及びOSを指定
Microsoft Internet Explorer 6 SP1（Microsoft Windows版）

#### バージョン指定表記例
以下の例のように、対応するバージョン指定の範囲を分かりやすく書くのが望ましい。
特定バージョン以降（サポート期間中の複数バージョン含む）を指定
Opera 8.45以降（バージョン数だけでなく「以降」と明示）
Mozilla Firefox 2.17以降 / Mozilla Firefox 3.03以降
その上で、テストバージョン（β版、開発版）を除外する
Windows Internet Explorer 8・9・10・11（β版は除く）

### ウェブブラウザを限定することによる問題
推奨ブラウザを指定する場合、単一もしくは特定環境のウェブブラウザのみに限定することが多い。限定する理由にはウェブサイトの製作における時間上の制約、技術上の制約、動作検証にかかる人件費の問題などがある。
そのうち、技術上の理由から推奨ブラウザを限定することは他のウェブブラウザユーザーにとって深刻な影響を与えることが多い。例えばActiveXやSilverlightのように特定のOSやブラウザ、プラグインなどに依存する技術を用いた場合、他のウェブブラウザではコンテンツの参照すらできないことがある。
ウェブブラウザ用のプラグインを限定する例としてはWindows Media Player（WMP）プラグインを指定する手法が挙げられる。配信内容の著作権を保護する必要がある場合、デジタル著作権管理（DRM）技術等を利用する必要があるがWindows Media PlayerにおいてはWindows Media Video（WMV）やWindows Media Audio（WMA）などに含まれる固有のDRM技術を利用していることが多いため、結果的に閲覧環境が限定されることとなる。
またJavaやAdobe Flashなどのプラグインが必要な技術を用いたり、JavaScriptのようなスクリプトを利用する場合も一部のテキストブラウザ（Lynxなど）やスクリーンリーダーなどで閲覧できない場合があるので広義の視点から見れば閲覧環境の限定に繋がるといえる。
プラグインではないが、オンラインゲームやオンラインバンキングなどで使われるセキュリティツール（例：nProtectなど）が特定のOSやブラウザにしか対応していない場合も同様に閲覧環境を限定することにつながる。
ウェブブラウザや閲覧環境を限定することによって発生する問題としては以下のようなものがある。
代替手段確保の妨げ
他のウェブブラウザ環境の利用を妨げることになり、推奨ブラウザに問題が発生した場合に他のウェブブラウザを代替手段として利用することが困難になる場合がある。
推奨ブラウザが動作しないオペレーティングシステムの切捨て
ウェブサイト閲覧者の幅を狭めることになる。特に企業サイトや商用サイトであれば、潜在顧客層を排除することに繋がりかねない。また、政府・行政・地方自治体などの公共サイトにおいては閲覧者たる国民の知る権利やアクセス権を阻害することに繋がりかねない。
アクセシビリティ上の問題
特定のブラウザにのみ特化しているウェブサイトはアクセシビリティの観点からみて望ましくない場合（情報格差など）がある。
また、第二次ブラウザ戦争においてウェブブラウザ市場のシェアが変化しつつある状況（詳細はブラウザ戦争を参照）を考慮すると、公共・商業サイトにおいて単一のウェブブラウザのみを推奨ブラウザとすると時勢に伴う利用者環境の変化に適応しづらく、望ましくないと言える。
推奨ブラウザを単一のウェブブラウザに制限した場合、そのブラウザでの閲覧や操作について保証しやすい反面、それ以外のブラウザではサイトを利用できないこともあり、アクセシビリティの観点でも問題となる。
これらの問題を解決するためには、できるだけ特定のオペレーティングシステムやウェブブラウザに依存しない技術を利用する、他の環境で使える代替技術を併用する、などの配慮が必要である。また、ウェブサイト運営者がアクセシビリティに配慮し、ウェブ標準に基づく形でのサイト（コンテンツ）作成を行うことでより多くのブラウザや閲覧環境で利用できるようになり、結果、推奨ブラウザの範囲を広げることも可能になる。ウェブ作成におけるアクセシビリティに関する法律や指標としては、米国ではリハビリテーション法第508条が、日本国内ではウェブコンテンツJIS（JIS X 8341-3:2004）が、国際的な指標としてはW3Cによるウェブコンテンツ・アクセシビリティ・ガイドライン（WCAG）などがある。

## 閲覧者側での対処方法
ウェブサイト側の実装によっては、指示されている推奨ブラウザ以外で閲覧しても問題ないこともある。しかし、中には特定のウェブブラウザに実装されている技術を使っていることなどが理由で推奨ブラウザ以外では閲覧不可能な場合もある。その場合、通常は閲覧を諦めるか推奨ブラウザで閲覧することになる。閲覧者がウェブサイト運営者に要望を伝えるという解決策もあるが、即座に対応されるケースは少ないだけでなく、モンスタークレーマーの烙印を押されれば業務妨害罪や強要罪で刑事告訴される恐れもあるため、運営方針に納得できない場合は当該ウェブサイトの利用を控えるべきである。
それ以外の解決策としては、Mozilla Firefoxのユーザー向けに提供されているTouchUpWeb (2009年4月7日にサービス終了) プロジェクトを利用する方法がある。あくまでもTouchUpWebが対応しているウェブサイトとウェブブラウザに限定されるが、同プロジェクトが提供する手段を用いることで閲覧時の問題が解決されることがある。

## 現状
Leslie Sikos (2011). Web standards - Mastering HTML5, CSS3, and XML. Apress. ISBN 978-1-4302-4041-9.を見てもわかるように、HTML5規格を完璧に満たすことが敏速に求められており、この要求に答えるのはChromium系だけになってしまっている。よって、2017年現在の推奨ブラウザとはChromium系を指すことと同義になってしまっている。ただし、Chromiumの水準を打破するブラウザが出現すれば、もちろんChromium系を推奨ブラウザと定義することはできなくなる。